# Matateu
Sebastião Lucas da Fonseca (Lourenço Marques, Moçambique, 26 de julho de 1927 – Canadá, 27 de janeiro de 2000), conhecido como Matateu, foi o primeiro grande jogador português nascido em África, antes da chegada de Eusébio.
À semelhança de Eusébio, Matateu foi um jogador de topo quer para o Belenenses quer para a Seleção Portuguesa de Futebol. Em questões de longevidade ele pode ser considerado o Stanley Matthews português devido a ter jogado até aos 50 anos.

## Biografia
Matateu nasceu em 26 de julho de 1927 em Lourenço Marques, capital da então colónia portuguesa de Moçambique.
Criado no bairro do Alto Maé, Matateu começou a jogar no Clube Desportivo João Albasini, que participava na liga da AFA.
Em 1947, depois de se empregar como serralheiro no setor da construção civil, mudou-se para o 1.° de Maio de Lourenço Marques, emblema afiliado ao Clube de Futebol Os Belenenses.
Apesar de já ser pretendido por vário clubes da Metrópole Portuguesa, em 1951, Matateu chegou a Lisboa para jogar no Belenenses, com contrato e pagamento mensal. Nesta rota Moçambique-Lisboa seguir-se-iam o seu irmão Vicente, bem como Mário Coluna, Hilário e Eusébio.
[carece de fontes?]
O seu último jogo por Portugal foi no Euro 1960, nos quartos de final com a Jugoslávia, tinha então 32 anos. Deixou o Belenenses numa má altura da sua carreira, e assinou pelo Atlético Clube de Portugal, então uma equipa da II Divisão, em dezembro de 1964. Foi graças a ele que na época seguinte o Atlético voltaria para a I Divisão. Em 1967/68 partiu para Gouveia representando o Clube Desportivo de Gouveia, e em 1968/69 para o Amora quando já tinha 41 anos. Em 1969/70 jogou no Grupo Desportivo de Chaves.
Com o Amora ele foi Campeão Distrital e ajudou a equipa a chegar a III Divisão. Na época de 1970/71 mudou-se para o Canadá, onde jogou até 1977/78, quando fez 50 anos.
Nunca chegou a jogar com o seu compatriota Eusébio, que só se estreou um ano após o último jogo de Matateu.
Matateu morreu em 27 de janeiro de 2000 no Canadá. Descansa no cemitério da Ajuda, num jazigo que em sua memória erigiu o Belenenses.
Desde 2016 o seu nome está consagrado na toponímia de Lisboa através da Rua Matateu, situada paralelamente ao Campo das Salésias, pertencente ao CF Belenenses, clube pelo qual jogou durante parte significativa da sua vida, e que foi reinagurado também em 2016 com vista a servir para a formação dos escalões de futebol do CF Belenenses.

### Belenenses
Matateu, apesar da época em que jogou, alcançou largo reconhecimento internacional, tendo a sua morte sido noticiada pela CNN. Com efeito, Matateu foi várias vezes aclamado e levado em ombros no final de jogos internacionais, tanto pelo seu clube, como pela seleção nacional (que, apesar das inúmeras lesões sofridas, e de só ter chegado ao Belenenses com 24 anos, e num tempo em que havia muito menos jogos que hoje, representou por 27 vezes, apontando 13 golos), em países como a Alemanha, a França ou o Brasil. Em 1955, quando o Belenenses jogou em Paris, para a Taça Latina, com o Real Madrid e o Milão, a sua estrela brilhou intensamente, ofuscando por completo o famosíssimo Di Stefano, como mais tarde o faria com Kopa. Após um jogo com a Inglaterra, os jornais britânicos, rendidos, afirmaram não haver na Inglaterra e talvez na Europa um jogador com a sua classe.
Nascido em 1927, Matateu veio de Moçambique para o Belenenses em setembro de 51. A sua estreia em jogos oficiais deu-se, curiosamente, no dia em que o Belenenses celebrava 37 anos de vida, 23 de setembro de 1951. Na 1.ª jornada do Campeonato, o Belenenses recebeu, nas Salésias, o Sporting, que vivia o seu período de ouro, com os famosos cinco violinos, sendo tetracampeão nacional. Por sua vez, tendo terminado a sua carreira quase todos os Campeões de 1946, o Belenenses tinha, no Campeonato anterior, em plena renovação, estado muito aquém do que lhe era normal. Em jogo empolgante, o Belenenses venceu o Sporting por 4-3, com 2 golos a serem marcados por Matateu. No fim, os adeptos azuis, entusiasmados, invadiram o terreno e carregaram-no em ombros, afirmando-se então que tinha sido a 1ª vez em Portugal que brancos tinham aclamado e levado em triunfo um homem preto. A partir daí, o sucesso de Matateu foi crescendo. Nos anos 1950 e princípio da década de 1960, era o jogador mais famoso de Portugal, aquele que normalmente os miúdos queriam ser nos seus jogos de rua, e o seu nome era dado a tudo quanto era criatura ou local.
Apesar da idade tardia com que veio de Moçambique, das inúmeras lesões sofridas  (fruto das marcações implacáveis de que era alvo, mesmo, por exemplo, por defesas do Real Madrid) e de nem sequer ser o jogador mais avançado no terreno (fazia, aliás, inúmeras assistências), Matateu, na sua carreira em Portugal marcou 217 golos. Foi o melhor marcador do Campeonato Português em 1952/53 e 1954/55, o 2º melhor em 1955/56, e o 3º melhor em 1956/57 (apesar de prolongada lesão), 1957/58 e 1958/59.
A Matateu faltou a conquista de um campeonato Nacional, que deveria ter sido o de 1955, perdido pelo Belenenses a 4 minutos do fim, para o Benfica, ao sofrer um golo (empate 2-2) no derradeiro jogo com o Sporting. Nesse desafio, Matateu apontou 4 golos, mas o árbitro apenas validou dois. Um dos golos não considerados, por o árbitro considerar que não tinha transposto o risco de baliza, foi expressamente reconhecido pelo guarda-redes do Sporting, Carlos Gomes (outra lenda do futebol português) como tendo estado, no mínimo, 20 cm para além do risco de baliza, devendo, portanto, ter sido o golo assinalado. Em 58/59, o Belenenses também esteve perto do título, em competição com o F.C.Porto e o Benfica. Na altura, ficou famoso um jogo entre o Belenenses e o Benfica, no Restelo, completamente esgotado de público. Aos 90 minutos, com 0-0, Matateu apontou um canto direto, e a bola entrou na baliza mas o árbitro alegou (contra todas as leis físicas…) que a bola fizera uma curva e tinha saído de campo antes de entrar na baliza…O golo foi anulado e tal representou um duro golpe para os jogadores belenenses. Assim, as maiores conquistas de Matateu foram a Taça de Portugal de 1960 (vitória sobre o Sporting em 3 de julho, por 2-1, com Matateu a marcar o golo da vitória) e as Taças de Honra de 59 e 60. Nesta última, Matateu e Yaúca desbarataram completamente a defesa do Benfica (que 8 meses depois foi Campeão Europeu) infligindo o Belenenses uma pesada derrota por 5-0 ao seu rival.
Por várias vezes, de resto, Matateu penalizou o Benfica. No mesmo ano de 1960, o Benfica, já campeão, recebeu o Belenenses na última jornada. Os encarnados proclamavam-se antecipadamente (e tinham feito faixas com os dizeres) campeões invictos. O Belenenses não esteve pelos ajustes e foi à Luz vencer por 2-1, com golos de Matateu e Tonho. Outra ocasião, um guarda-redes benfiquista disse que não conhecia Matateu, e que nunca tinha sofrido nenhum golo dele. Logo no primeiro minuto, Matateu colheu a bola, foi passando por tudo quanto era adversário e marcou golo. Recolhendo a bola, disse ao guarda-redes encarnado "agora já sabes quem eu sou…". Existem muitas outras histórias extraordinárias de Matateu…
A partir de 61, já com 34 anos, as coisas passaram a ser difíceis para Matateu. Ainda assim ao serviço do Belenenses, esteve no 1º jogo que um clube português realizou para a Taça UEFA. O Belenenes empatou 3-3 na Escócia, com o Hibernian, maravilhando os escoceses. Entetanto, as lesões passaram a ser mais frequentes, bem como os conflitos com um treinador. Já não podendo ser titular no Belenenses, de que saiu aos 37 anos, jogou ainda no Atlético, no Amora, no Desportivo de Gouveia, no Grupo Desportivo de Chaves e, por fim, no Canadá, onde se radicou, e onde aos 60 anos (!!!) ainda era o terror dos adversários pela potência do remate. Voltou a Portugal, para receber a justíssima homenagem do Belenenses, em 1987 e 1994.
Foi eleito como um dos atacantes do "O Onze do Centenário" do clube.

## Golos pela Seleção
|     | Data                   | Cidade                                    | Adversário        | Resultado | Competição                                 |
| --- | ---------------------- | ----------------------------------------- | ----------------- | --------- | ------------------------------------------ |
| 1.  | 22 de novembro de 1953 | Estádio Nacional do Jamor, Lisboa         | África do Sul     | 3 – 1     | jogo amigável                              |
| 2.  | 22 de maio de 1955     | Estádio das Antas, Porto                  | Inglaterra        | 3 – 1     | jogo amigável                              |
| 3.  | 23 de dezembro de 1955 | ?, Cairo                                  | Egito             | 4 – 0     | jogo amigável                              |
| 4.  | 23 de dezembro de 1955 | ?, Cairo                                  | Egito             | 4 – 0     | jogo amigável                              |
| 5.  | 25 de março de 1956    | Estádio Nacional do Jamor, Lisboa         | Turquia           | 3 – 1     | jogo amigável                              |
| 6.  | 26 de maio de 1957     | Estádio Nacional do Jamor, Lisboa         | Itália            | 3 – 0     | Eliminatórias para a Copa do Mundo de 1958 |
| 7.  | 11 de junho de 1957    | Maracanã, Rio de Janeiro                  | Brasil            | 1 – 2     | jogo amigável                              |
| 8.  | 16 de maio de 1959     | Estádio dos Charmilles, Genebra           | Suíça             | 3 – 4     | jogo amigável                              |
| 9.  | 3 de junho de 1959     | Estádio José Alvalade, Lisboa             | Escócia           | 1 – 0     | jogo amigável                              |
| 10. | 21 de junho de 1959    | Estádio de Weltjugend, Berlim-Este        | Alemanha Oriental | 0 – 2     | Qualificações para o Euro 1960             |
| 11. | 11 de novembro de 1959 | Estádio Olímpico Yves-du-Manoir, Colombes | França            | 3 – 5     | jogo amigável                              |
| 12. | 8 de maio de 1960      | Estádio Nacional do Jamor, Lisboa         | Iugoslávia        | 2 – 1     | Qualificações para o Euro 1960             |